# Iglesjön, Bohuslän
Iglesjön är en sjö i Kungälvs kommun i Bohuslän och ingår i Göta älvs huvudavrinningsområde. Sjön är 5 meter djup, har en yta på 0,023 kvadratkilometer och är belägen 100 meter över havet.